# Municipio de Yaonáhuac
El municipio de Yaonáhuac es uno de los 217 municipios del estado mexicano de Puebla, perteneciente a la región de la Sierra Nororiental. Su cabecera municipal es Yaonáhuac.

## Toponimia
Al significado del municipio de Yaonáhuac; se le aplican dos traducciones: 
- Proviene del idioma “náhuatl” y se le aplican dos traducciones: proviene de “hueyi”, grande; agua; “ohtli”, camino, vía y “náhuac”, junto, cerca. “Junto a la gran vía fluvial”.

- Proviene de "yau”, ir, caminar y “náhuac”, junto, cerca: “van juntos”, referente a dos ríos pequeños el Ilita y el Xochihuatzaloyan que recorren en cauces separados para después unirse para formar el río Ohcal o Puxtla.

## Fundación
En el año de 1519 Hernán Cortés conquista a este pueblo, lo sometió al sistema esclavizante de encomiendas, en la época prehispánica perteneció al antiguo distrito de Tlatlauquitepec y con fecha 17 de febrero de 1560 obtuvo la categoría de pueblo. En el año de 1895 se constituyó en municipio libre.
El municipio fue establecido por grupos indígenas nahuas quienes lo llamaron primitivamente “HUEYIYAONAHUAC”, y que fue fundado por grupos indígenas, que pertenecía a la cultura Mexica o Azteca hablante náhuatl.
Se dice que Cortés sembró un árbol llamado AHUHUETE en un barrio de Yaonáhuac y que ahora es el barrio llamado Ahuehuetes, siendo este árbol representativo de dicha localidad y del municipio.
En la época prehispánica estuvo sometido a la triple alianza (México-Texcoco-Tacuba).

## Cronología de hechos importantes
- En 1519 Hernán Cortés conquista a este pueblo
- El 21 de julio de 1531 arribo del Señor Santiago Apóstol a la localidad de Ayohualol, hoy Tepanzol
- El 17 de febrero de 1560 obtuvo la categoría de pueblo
- En 1895 se constituyó en municipio libre

## Localización
El municipio se localiza en la parte noroeste del Estado de Puebla.
Sus coordenadas geográficas son: los paralelos 19º 52′ 06″ y 19º 59′ 48″ de latitud norte y los meridianos 97° 21′ 54″ y 97° 27′ 18″ de longitud occidental.